# Mostra Augustea della Romanità
Die Mostra Augustea della Romanità (Augusteische Ausstellung des Römertums) war eine der zahlreichen archäologisch geprägten Veranstaltungen, mit denen im faschistischen Italien 1938 der 2000. Geburtstag des römischen Kaisers Augustus, das Bimillenario Augusteo, begangen wurde.

## Vorgeschichte
Schon zum 50-jährigen Jubiläum der italienischen Monarchie 1911 zeigten Rodolfo Lanciani und sein Assistent Giulio Quirino Giglioli in den Diokletiansthermen eine Schau mit Originalen und Gipskopien zur Archäologie des Römischen Reiches. 1927 gründete der Archäologieprofessor und Kulturdezernent Roms, Giglioli, ein Museo della Romanità, das mit Gipsmodellen und Repliken das Thema der Ausstellung von 1911 verstetigen sollte.
1932 schlugen Giglioli und andere altertumswissenschaftliche Aktivisten, besonders Carlo Galassi Paluzzi vom Istituto di Studi Romani, Mussolini ein großangelegtes Programm archäologischer und altertumswissenschaftlicher Aktivitäten zum Augustus-Jubiläum vor. Neben weiteren Großgrabungen in Italien und der Umgestaltung der Piazza Augusto Imperatore in Rom (Augustus-Mausoleum, Ara Pacis) sollte die Mostra Augustea mit positivistischem Vollständigkeitsanspruch die Sammlung des Museo della Romanità überbieten. In Direktkontakt mit Mussolini organisierte Giglioli mit jungen Mitarbeitern wie Antonio Maria Colini, Carlo Pietrangeli, Giuseppe Lugli und Maria Floriani Squarciapino die Ausstellung. Gegenüber früheren Ausstellungen änderte sich das Konzept: Die ersten 26 Säle folgten der Chronologie von Romulus und Remus bis zur konstantinischen Spätantike und waren meistens architektonisch besonders ausgestattet. Raum 10 (Augustus) bildete als Kultraum einen gestalterischen Höhepunkt – eine Montage aus Augustusskulpturen und der Text der Weihnachtsgeschichte aus dem Lukas-Evangelium an einer hypermodernen Glasstele. Raum 26 propagierte den Faschismus als schlüssigen Höhepunkt italienischer Geschichte. Mit meist geringerem architektonischen Aufwand veranschaulichten die restlichen Säle bestimmte Themen wie Brückenbau, Kleidung, Theater u. a. m.

## Konzept
Die Mostra Augustea zeigte vom 23. September 1937 bis zum 4. November 1938 im Palazzo delle Esposizioni in der Via Nazionale in Rom in 80 Sälen Repliken, Modelle und andere Exponatstypen, die die Größe der römischen Zivilisation illustrieren und als Vorbild für das faschistische Italien inszenieren sollten. Mit über 700.000 Besuchern war die Ausstellung – neben der wiederholt aufgelegten Mostra della Rivoluzione Fascista – eine der größten Veranstaltungen im faschistischen Ausstellungskult. Die Mostra Augustea wurde von der archäologischen Fachpresse wie der internationalen Tagespresse beachtet. Der etwa fünfjährige Vorlauf der Jubiläumsfeierlichkeiten im Allgemeinen und der Ausstellungsvorbereitung im Besonderen wurden von den Medien, insbesondere der italienischen Tagespresse, lauthals begleitet.
Museums- und archäologiedidaktisch stellte die Mostra Augustea seinerzeit eine moderne und zukunftsweisende Besonderheit dar: Sie präsentierte nicht Originalfundstücke nach bestimmten formalen Kriterien wie Stil, Gattung oder Künstler, sondern stellte Gipsabgüsse von Skulpturen und Architekturteilen, maßstabsgleiche Modelle von Gebäuden und Alltagsgegenstände (in meist galvanoplastischer Kopie) thematisch zusammen. So konnte man beispielsweise viele Amphitheater des römischen Reiches aufgrund gleichen Maßstabes in ihrer Größe vergleichen. Eine besondere Attraktion stellte das von Italo Gismondi erstellte Modell des antiken Rom dar.

## Nachwirkung
Nach ihrer Schließung brachte Giglioli erfolgreich die Idee auf, die Mostra Augustea als eine Mostra della Civiltà Romana (Ausstellung der römischen Zivilisation) in die für 1942 geplante Weltausstellung im Neubauviertel EUR südlich von Rom einzubringen. Nach dem Eintritt Italiens in den Zweiten Weltkrieg wurde die Weltausstellung, die Kern eines neuen Stadtviertels werden sollte, bald abgesagt. Doch gelang es Giglioli, das von FIAT gesponserte Ausstellungsgebäude zu Beginn der 1950er Jahre fertigstellen zu lassen und eine – nur von allzu eindeutigen Propagandabezügen bereinigte – Dauerausstellung zu etablieren. Sie existiert unter dem Namen Museo della Civiltà Romana bis heute und kann trotz der Zeitgebundenheit ihrer Ursprünge antik-römische Vergangenheit anschaulich vermitteln.
Im Herbst 2014 veranstaltete das Istituto di Studi Romani eine Tagung über das Bimillenario Augusteo von 1938, um den Mitte der 1990er Jahre erreichten Forschungsstand zu vertiefen.